# Paepalanthus seslerioides
Paepalanthus seslerioides là một loài thực vật có hoa trong họ Eriocaulaceae. Loài này được Griseb. mô tả khoa học đầu tiên năm 1866.